# Shalamcheh
Shalamcheh est un village iranien situé a l'ouest de Khorramshahr. Shalamcheh est proche de la frontière avec l'Irak et c'est le point de la frontière la plus proche de la ville de Bassorah en Irak.
Cette région est l'un des axes d'attaque par l'Irak pendant la guerre Iran-Irak. En 1980 l'armée irakienne atteignit à Khorramshahr, en passant par Shalamcheh. Même après l'Opération Beit ol-Moqaddas, et la libération de Khorramshahr par l'armée iranienne, Shalamcheh est encore contrôlée par l'armée irakienne. L'Opération Kerbala 5 de 1987 est réalisée dans cette région,,,,.
Quelque 50 000 Iraniens sont morts dans les combats autour de la ville pendant la guerre Iran-Irak.
En 2019, un accord est signé entre l'Iran et l'Irak pour la construction d'une ligne de chemin de fer entre Bassorah (et sa zone pétrolière) et Shalamcheh.